# Traffic (chanson de Bernard Lavilliers)
Pour les articles homonymes, voir Traffic.
Singles de Bernard Lavilliers
Bats-toi
(1979) Stand the Ghetto
(1980)
Traffic est une chanson de Bernard Lavilliers, parue sur l'album O Gringo en 1980 et en single comme premier extrait de l'album. Sur l'édition originale, Traffic est édité sur un maxi 45 tours avec Stand the Ghetto.

## Genèse

### Développement
Traffic est né de la vision de Lavilliers de la 42e rue de New York, de ses dealers et de ses prostituées, de ses flics et de L'Œuf du serpent, film d'Ingmar Bergman, alors à l'affiche dans cette artère. Le chanteur dira que « New York est une ville profondément moraliste », dans lequel on vit « dans une fausse énergie, une fausse gaieté, une fausse folie ». Il s'aventure dans South Bronx, antre latine de la ville, accompagné d'un guide, une fiancée portoricaine qui l'emmène partout, qui lui inspirera La Salsa, autre extrait de O gringo et qui lui fera rencontrer un mac qui tient le quartier (il lui inspirera Pierrot la Lame).

### Enregistrement
La chanson est enregistrée — avec Rock City — en 1979 à Power Station, dans la 52e rue, dans des studios aux sons très rock qui a vu passer des artistes reconnus tels que Bob Dylan, David Bowie, John Lennon et Paul Simon. La réalisation est signée Eric Dufaure, producteur français basé à New York, qui a embauché les musiciens du chanteur Robert Palmer pour la séance.
Dans le studio à côté travaille Bruce Springsteen, avec qui le courant passe et qui apprécie ce que fait Lavilliers.

## Sortie et accueil
Sorti en single en février 1980 comme premier extrait d'O gringo, Traffic entre dans le classement single la semaine du 18 au 24 février 1980 à la 66e place et parvient à atteindre jusqu'à la 24e du hit-parade après cinq semaines de présence avant de quitter le classement après treize semaines de présence à la mi-mai 1980,. Le 45 tours se vendra à plus de 80 000 exemplaires.

## Classement hebdomadaire
| Classement    | Meilleure place |
| ------------- | --------------- |
| France (IFOP) | 24              |